# Боґданово (Оборницький повіт)
Боґданово (пол. Bogdanowo, нім. Bogenau) — село в Польщі, у гміні Оборники Оборницького повіту Великопольського воєводства.
Населення — 750 осіб (2011).
У 1975-1998 роках село належало до Познанського воєводства.

## Демографія
Демографічна структура станом на 31 березня 2011 року:
|          | Загалом | Допрацездатний вік | Працездатний вік | Постпрацездатний вік |
| -------- | ------- | ------------------ | ---------------- | -------------------- |
| Чоловіки | 388     | 80                 | 281              | 27                   |
| Жінки    | 362     | 81                 | 220              | 61                   |
| Разом    | 750     | 161                | 501              | 88                   |